# Suisse aux Jeux olympiques d'été de 1984
La Suisse participe aux Jeux olympiques d'été de 1984 à Los Angeles, aux États-Unis. Elle y remporte huit médailles : quatre en argent et quatre en bronze, se classant à la 26e place au tableau des médailles. La cavalière Christine Stückelberger est le porte-drapeau d'une délégation suisse comptant 129 sportifs (102 hommes et 27 femmes).

## Médailles
| Médaille                            | Nom                                                       | Sport      | Compétition                     |
| ----------------------------------- | --------------------------------------------------------- | ---------- | ------------------------------- |
| Médaille d'argent, Jeux olympiques  | Markus Ryffel                                             | Athlétisme | 5 000 mètres hommes             |
| Médaille d'argent, Jeux olympiques  | Alfred Achermann Richard Trinkler Laurent Vial Benno Wiss | Cyclisme   | 100 kilomètres par équipes      |
| Médaille d'argent, Jeux olympiques  | Amy-Cathérine de Bary Otto Hofer Christine Stückelberger  | Équitation | Dressage par équipe             |
| Médaille d'argent, Jeux olympiques  | Daniel Nipkow                                             | Tir        | Carabine à 50 m trois positions |
| Médaille de bronze, Jeux olympiques | Otto Hofer                                                | Équitation | Dressage individuel             |
| Médaille de bronze, Jeux olympiques | Adelheid Robbiani (en)                                    | Équitation | Saut d'obstacles individuel     |
| Médaille de bronze, Jeux olympiques | Hugo Dietsche                                             | Lutte      | Lutte Gréco-Romaine poids plume |
| Médaille de bronze, Jeux olympiques | Étienne Dagon                                             | Natation   | 200 mètres brasse               |